# スモルゴストータ

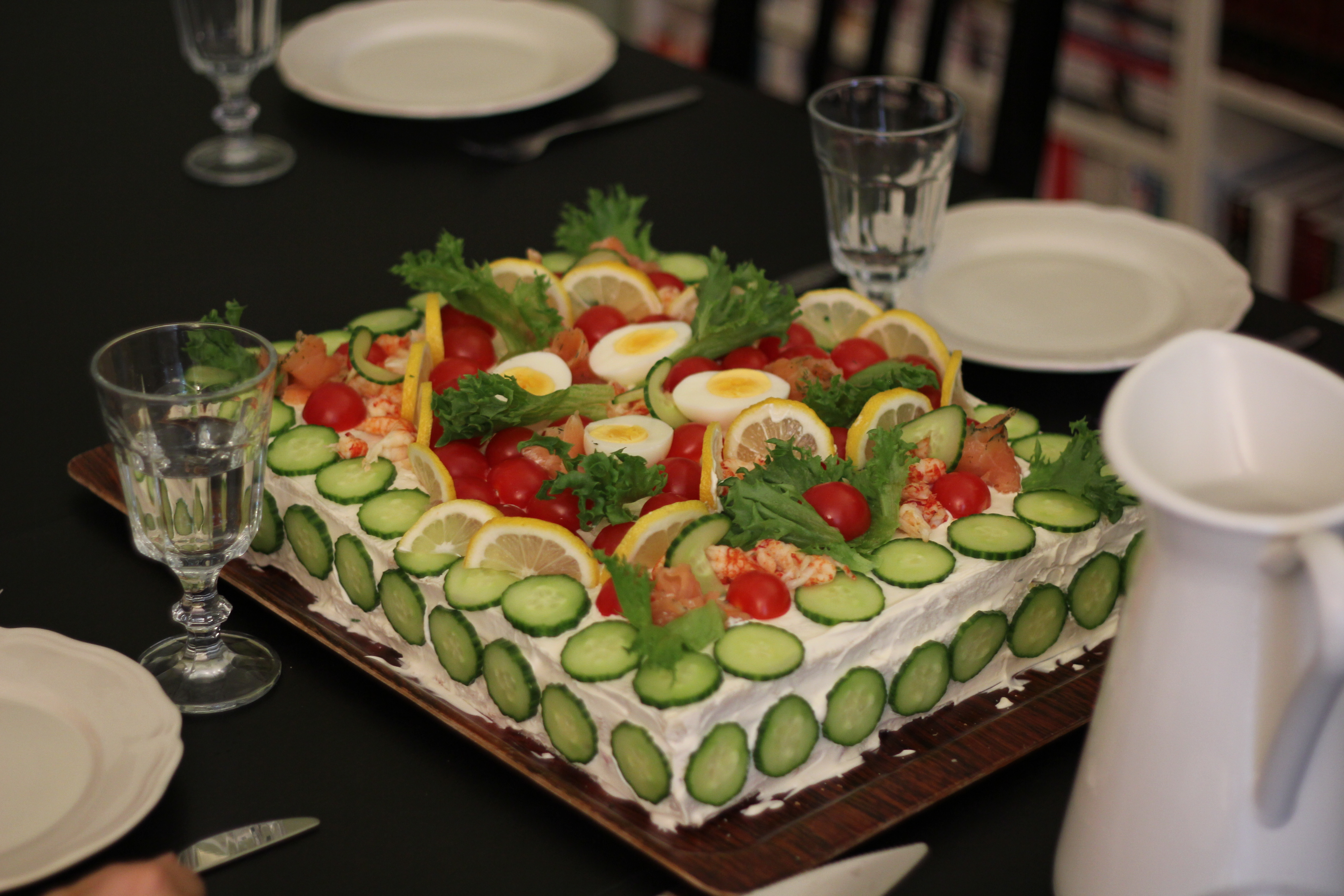
スモルゴストータの例

スモルゴストータ（スウェーデン語: smörgåstårta）は、伝統的なスウェーデン料理。サンドイッチの一種でケーキのようにデコレーションされているのが特徴。「サンドイッチケーキ」と紹介されることもある。また、日本語のカタカナ表記としてはスモルゴストルタ、スモーガストルタもある。
同様の料理をエストニアではエストニア語: võileivatort、フィンランドではフィンランド語: voileipäkakku、アイスランドではアイスランド語: brauðtertaと呼んでいる。

## 概要
スモルゴス（スウェーデン語: smörgås）はサンドイッチ（オープンサンドイッチ）を意味し、トータ（スウェーデン語: tårta）はケーキを意味する。
スウェーデンではもてなしの料理として、誕生日や何らかの記念日、祝祭日のランチやフィーカでよく食される。
通常はパン1斤分を使って作られることが多いが、小さいサイズのものも市販されている。
日本サンドイッチ協会は日本風のアレンジを加え、ケーキイッチ（ケーキ+サンドイッチの意）という名称を2015年より提唱している。

## 作り方
1. 数種類の具からなる3層から4層のサンドイッチを作る[1]。
2. サワークリームやチーズ、デコレーション用生クリームなどを混ぜサンドイッチ全体に塗る[1][3]。
3. サーモン、ゆで卵、甘エビ、ディルなどでデコレーションする[1]。

土台となるサンドイッチは作成してから一晩寝かせてパンと具材を馴染ませると、より美味くなる。

## 参考書籍
- 日本サンドイッチ協会『北欧生まれのおもてなしサンドイッチ ケーキイッチ』パルコ出版、2016年。ISBN 978-4865061925。